# كريستي تورلينغتون
كريستي نيكول تورلينغتون بورنس (بالإنجليزية: Christy Nicole Turlington Burns)‏ وهي عارضة أزياء أمريكية ولد في يوم 2 يناير 1969 في مدينة والنوت كريك، كونترا كوستا، كاليفورنيا في الولايات المتحدة وهي متزوجة من الممثل إدوارد بيرنيز.

## روابط خارجية
- كريستي تورلينغتون على موقع IMDb (الإنجليزية)
- كريستي تورلينغتون على موقع الموسوعة البريطانية (الإنجليزية)
- كريستي تورلينغتون على موقع مونزينجر (الألمانية)
- كريستي تورلينغتون على موقع ميوزك برينز (الإنجليزية)
- كريستي تورلينغتون على موقع إن إن دي بي (الإنجليزية)
- كريستي تورلينغتون على موقع ديسكوغز (الإنجليزية)
- كريستي تورلينغتون على موقع قاعدة بيانات الفيلم (الإنجليزية)
- كريستي تورلينغتون على موقع دليل عارضات الأزياء (الإنجليزية)

- Christy Turlington and Cedella Marley for Every Mother Counts
- Christy Turlington Burns Video produced by Makers: Women Who Make America